# Lisa Marie Varon

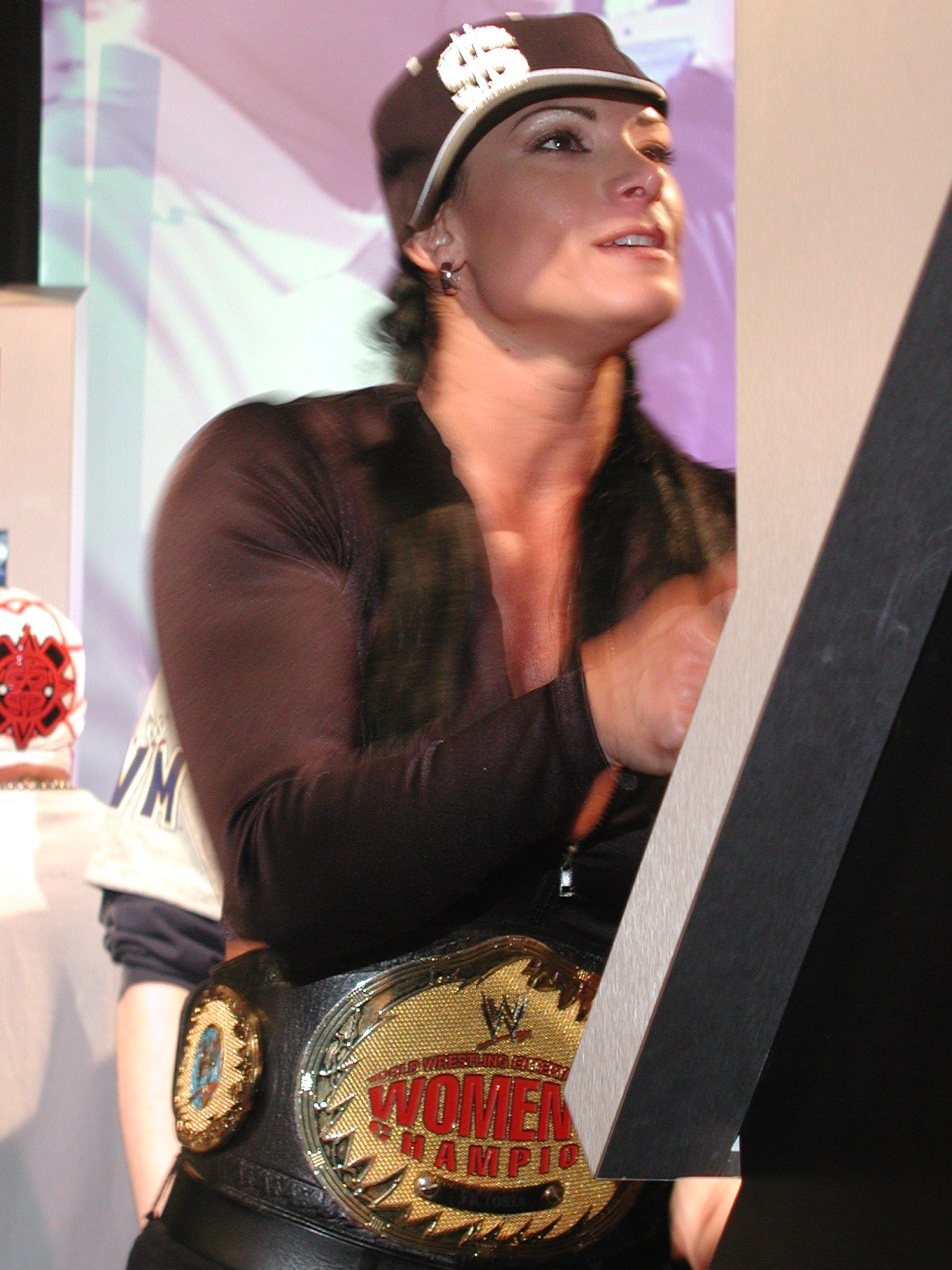
Victoria jako WWE Women’s Champion.

Lisa Marie Varon (z domu Sole; ur. 10 lutego 1971 w San Bernardino, Kalifornia) – amerykańska emerytowana wrestlerka, kulturystka oraz zawodniczka fitness. W przeszłości również cheerleaderka. Występowała pod pseudonimami ringowymi jako Victoria w World Wrestling Entertainment (WWE) oraz Tara w Total Nonstop Action Wrestling (TNA). Dwukrotna posiadaczka tytułu WWE Women’s Championship oraz pięciokrotna zdobywczyni tytułu TNA Women’s Knockout Championship.

## Kariera

### Cheerleading i fitness
W szóstej klasie szkoły podstawowej zaczęła treningi cheerleadingu. W szkole średniej została zauważona przez amerykański związek cheerleadingu National Cheerleading Association, który przyznał jej nagrodę All-American oraz zaprosił ją do drużyny cheerleadingowej podczas meczu gwiazd NFL Pro Bowl w 1989 roku. Po ukończeniu studiów została trenerką personalną w aerobiku. W latach 1997–1998 uczestniczyła w programie fitness o nazwie Fitness America Series emitowanym na kanale ESPN2 – w 1998 roku wygrała zawody Miss Galaxy. W 1999 r. otrzymała kartę profesjonalnej zawodniczki fitness przyznaną przez organizację International Federation of BodyBuilders (IFBB) dzięki zajęciu drugiego miejsca podczas zawodów Team Universe zorganizowanych przez National Physique Committee (NPC).

### World Wrestling Federation / World Wrestling Entertainment
W 2000 r. będąc trenerką na siłowni „Crunch Fitness” w Los Angeles spotkała zawodniczkę World Wrestling Federation (WWF) – Chynę, która zaproponowała jej treningi wrestlingu. W tym samym roku rozpoczęła karierę wrestlerki w federacji Ultimate Pro Wrestling (UPW).
W World Wrestling Federation zadebiutowała 7 sierpnia 2000 roku podczas odcinka Raw is War jako jedna z „ho” protestując w kampanii o nazwie Save the Hos przeciwko stajni Right to Censor – została wtedy rzucona obaleniem powerbomb na rozkładany stół przez The Godfathera. Po tym wydarzeniu otrzymała pseudonim ringowy Victoria. Następnie rozpoczęła dalsze treningi w federacji rozwojowej WWF – Memphis Championship Wrestling (MCW). W 2001 r. przeniosła się do Ohio Valley Wrestling (OVW) gdzie nadal trenowała.
W lipcu 2002 r. powróciła do World Wrestling Entertainment (byłe World Wrestling Federation) jako Victoria, gdzie rozpoczęła feud z Trish Stratus. Po pierwsze mistrzostwo w WWE sięgnęła na gali Survivor Series zdobywając mistrzostwo WWE Women's Championship po raz pierwszy w karierze. Mistrzostwo to utraciła na gali WrestleMania XIX w 2003 roku na rzecz Trish Stratus. Po raz drugi po tytuł WWE Women's Championship sięgnęła w lutym 2004 r. w fatal-four way matchu przeciwko Molly Holly, Jazz i Licie na jednym z odcinków Raw. Tytuł ten straciła w czerwcu po raz kolejny na rzecz Trish Stratus. Po drugim zdobyciu tytułu WWE Women's Championship feudowała z Molly Holly. Na WrestleManii XX doszło do starcia hair vs. hair match o mistrzostwo kobiet pomiędzy Victorią a Holly. Victoria wygrała to starcie broniąc jednocześnie tytułu oraz ogoliła na łyso swoją przeciwniczkę.
Na początku czerwca 2005 r. stała się antagonistką wydarzeń w WWE przyjmując gimmick silnej enforcerki i stając się członkinią stajni antagonistek (wraz z Torrie Wilson i Candice Michelle) znanych jako Vince’s Devils (pl. Diabełki Vince’a) ze względu na to, że często występowały w segmentach z Vince’em McMahonem. Na początku marca 2006 r. Victoria i Candice Michelle wystąpiły przeciwko Torrie Wilson rozpoczynając tym samym feud pomiędzy byłymi sojuszniczkami. W lipcu 2006 r. feud został zakończony walką tag teamową na tygodniowej gali Raw. Victoria i Mickie James zostały pokonane przez Torrie Wilson i Trish Stratus – Candice Michelle wystąpiła jako sędzina specjalna tego starcia.
Na początku 2007 r. otrzymała push i stanęła do walki po raz kolejny o tytuł WWE Women's Championship na gali New Year's Revolution (2007) przeciwko Mickie James, jednak starcie to przegrała podobnie jak walkę rewanżową tydzień później na Raw. W połowie czerwca 2007 została przeniesiona w wyniku draftu do brandu SmackDown wchodząc w relacje z Kennym Dykstrą. Duet ten feudował z mieszanymi tag teamami jak: Torrie Wilson i Jimmy Wang Yang oraz Michelle McCool i Chuck Palumbo. Później występowała jako menedżerka debiutującej Natalyi, walcząc u jej boku w walkach tag teamowych kobiet. W połowie stycznia 2009 r. na jednym z odcinków SmackDown Victoria ogłosiła odejście z federacji WWE.
Po odejściu z WWE skupiła się na treningach w mieszanych sztukach walk (MMA) i jiu-jitsu jednak nigdy nie zadebiutowała w tej formule. W kwietniu 2009 r. pojawiła się cameo podczas gali WrestleMania XXV biorąc udział w "Miss WrestleMania" Battle Royal matchu.
W 2019 r. pojawiła się na ceremonii WWE Hall of Fame ze względu na wprowadzenie do tej galerii sław swojej przyjaciółki Torrie Wilson. Varon zasiadła obok Candice Michelle na widowni podczas tego wydarzenia.

### Total Nonstop Action Wrestling
W Total Nonstop Action Wrestling (TNA) zadebiutowała 28 maja 2009 r. podczas jednego z odcinków Impact! pod pseudonimem ringowym Tara, który stanowił skrót od słowa tarantula nawiązując tym samym do gatunku drapieżnego pająka. Rozpoczęła wtedy feud ze stajnią The Beautiful People (Angelina Love, Velvet Sky i Madison Rayne). W dniu 1 lipca 2009 r. podczas jednego z odcinków Impact! pojawiła się z żywą tarantulą imieniem Poison, którą straszyła przeciwniczki ze stajni The Beautiful People. 25 czerwca 2009 r. zdobyła swój pierwszy tytuł w federacji TNA – TNA Knockouts Championship, pokonując Angelinę Love. Tytuł ten straciła niespełna dwa tygodnie później podczas gali Victory Road.
Pod koniec września zawalczyła o tytuł TNA Knockouts Tag Team Championship u boku ODB przeciwko Saricie i Taylor Wilde, jednak nie zdołała zdobyć tego mistrzostwa, ze względu na interwencję Awesome Kong w walkę. W grudniu 2009 r. wystąpiła na gali Final Resolution walcząc z ODB i zdobywając po raz drugi mistrzostwo TNA Knockouts Championship i tracąc je w dniu 4 stycznia 2010 r. z powrotem na rzecz ODB podczas odcinka Impact!. Dwa tygodnie później podczas gali Genesis Tara po raz trzeci sięgnęła po tytuł TNA Knockouts Championship odbierając go po raz kolejny ODB. Później straciła to mistrzostwo na rzecz Angeliny Love.
Pod koniec kwietnia 2010 r. ogłosiła odejście z federacji TNA. Na gali Sacrifice Tara podjęła w walce Madison Rayne o pas mistrzowski TNA Knockouts Championship, jednak przegrała to starcie i tym samym zawiesiła karierę wrestlerki. Do wrestlingu powróciła na gali Victory Road, gdzie pojawiła się w kasku oraz skórzanym kombinezonie motocyklowym, atakując Angelinę Love, która podejmowała w walce o TNA Knockouts Championship Madison Rayne. Na początku września 2010 r. podczas jednego z odcinków Impact! Tara po raz pierwszy odkryła swoją tożsamość ściągając z głowy kask. Na gali Bound for Glory wzięła udział w Four corners matchu o mistrzostwo TNA Women's Knockout Championship przeciwko Angelinie Love, Madison Rayne i Velvet Sky. Tara zwyciężyła w starciu i po raz czwarty zdobyła to mistrzostwo w swojej karierze. Następnego dnia podczas odcinka Impact! oddała mistrzostwo Madison Rayne pozwalając jej przypiąć się – tym samym stała się najkrócej panującą mistrzynią Knockoutek w historii federacji TNA.
W lipcu 2011 r. wzięła wystąpiła u boku Ms. Tessmacher w walce tag teamowej przeciwko Mexican America (Rosita i Sarita) o tytuły mistrzowskie TNA Knockouts Tag Team Championship. Tara i Tessmacher wygrały tę walkę zdobywając tytuł. Mistrzostwo to utrzymały do 3 listopada tracąc je na rzecz teamu Gail Kim i Madison Rayne. Po piąty tytuł TNA Women's Knockout Championship sięgnęła w połowie października 2012 r. na gali Bound for Glory pokonując swoją byłą tag team partnerkę Ms. Tessmacher. Mistrzostwo to utrzymała do 21 lutego 2013 r., kiedy uległa Velvet Sky w fatal four–way elimination matchu na tygodniowej gali Impact! Wrestling, która odbyła się w Londynie. 16 lipca 2013 r. odeszła z federacji TNA ze względu na wygaśnięcie kontraktu.

### Federacje niezależne
W latach 2011–2019 występowała w kilku federacjach niezależnych. Walczyła m.in. w Family Wrestling Entertainment (FWE) i Maryland Championship Wrestling (MCW). W 2013 r. zadebiutowała w Ring of Honor (ROH) pod swoim imieniem i nazwiskiem. Na początku września 2016 r. wystąpiła w turnieju King of Trios w federacji Chikara. W 2019 r. dołączyła do federacji Master of Ring Entertainment (MORE) gdzie wzięła udział w walce o tytuł MORE Wrestling Women's Heavyweight Championship przeciwko Melinie. Varon zwyciężyła w tym pojedynku stając się mistrzynią inauguracyjną tytułu MORE Wrestling Women's Heavyweight Championship. Na początku 2019 r. podała do wiadomości, że 2019 rok będzie jej ostatnim jako czynnej wrestlerki.

### Inne media
Pojawiała się w rolach cameo w serialach telewizyjnych takich jak V.I.P. oraz Nikki. W listopadzie 2010 r. wzięła udział w teleturnieju Familly Feud u boku Angeliny Love, Christy Hemme, Lacey Von Erich i Velvet Sky przeciwko drużynie złożonej z Jaya Lethala, Matta Morgana, Micka Foleya, Mr. Andersona i Roba Van Dama. W 2012 r. pojawiła się wraz z innymi zawodnikami TNA w jednym z odcinków reality show Made telewizji MTV.

## Życie osobiste
Studiowała biologię na Uniwersytecie Kalifornijskim w Los Angeles oraz medycynę na Uniwersytecie w Loma Linda. Prowadziła również działalność gospodarczą w miejscowości Louisville w stanie Kentucky – była właścicielką pizzerii oraz współwłaścicielką (wraz z mężem) salonu samochodowego, który spłonął w pożarze w 2010 roku. W 2013 r. otworzyła restaurację inspirowaną wrestlingiem.
Ma trzech starszych braci, którzy trenowali zapasy amatorskie. Jeden z nich – Bobby był złotym medalistą Igrzysk Panamerykańskich w 1983 roku w sambo.
Jest fanką motocykli sportowych – posiada model Suzuki Hayabusa.

## Tytuły i osiągnięcia

### Cheerleading
- National Cheerleading Association
  - Nagroda NCA All-American

### Fitness
- Debbie Kruck Fitness Classic
  -  (klasa wysoka; 1999)
- ESPN2 Fitness America Series
  -  (1997)
  -  (1998)
- Lifequest Triple Crown
  - Top 20 (1997)
- National Physique Committee
  - NPC Inland Empire –  (waga średnia; 1995)
  - NPC Team Universe –  (klasa wysoka; 1999)
- Women's Tri-Fitness
  - Ironwoman Tri-Fitness – 4. miejsce (1998)
  - Tri-Fitness Hall of Fame (wprowadzona w 2012 roku)

### Wrestling
- Master of Ring Entertainment
  - MORE Wrestling Women's Heavyweight Championship (1 raz)
- Pro Wrestling Illustrated
  - PWI Woman of the Year (2004)
  - Sklasyfikowana na 5. miejscu z 50 wrestlerek w rankingu PWI Female 50 w 2009 roku.
- Total Nonstop Action Wrestling
  - TNA Women's Knockout Championship (5 razy)
  - TNA Knockouts Tag Team Championship (1 raz) – z Brooke Tessmacher
- World Wrestling Entertainment
  - WWE Women's Championship (2 razy)

### Rekord w Luchas de Apuestas
| Zwycięzca (stawka)                                | Przegrany (stawka)  | Miejsce              | Wydarzenie      | Data          | Uwagi  |
| ------------------------------------------------- | ------------------- | -------------------- | --------------- | ------------- | ------ |
| Victoria (WWE Women's Championship)               | Molly Holly (włosy) | Nowy Jork, Nowy Jork | WrestleMania XX | 14 marca 2004 | [ 13 ] |
| Madison Rayne (TNA Women's Knockout Championship) | Tara (kariera)      | Orlando, Floryda     | Sacrifice       | 16 maja 2010  | [ 14 ] |